# Malonzuurestersynthese
De malonzuurestersynthese is een procedure in de organische synthese waarbij uit een ester van malonzuur een carbonzuur wordt gesynthetiseerd.

## Procedure
Het α-koolstofatoom van beide carbonylgroepen in het ester bezit redelijk zure waterstofatomen omdat de negatieve lading die bij deprotonering ontstaat middels resonantie kan worden gedelokaliseerd op beide carbonylzuurstofatomen. De eerste stap in de synthese is dan ook deprotonering van het α-koolstofatoom waarbij het corresponderende enolaat (2) gevormd wordt. Vervolgens wordt het enolaat gealkyleerd met een halide (3). Uiteindelijk worden beide esterfuncties gehydrolyseerd, het hierbij gevormde dicarbonzuur kan dan worden gedecarboxyleerd tot een gesubstitueerd acetaatester (4).

## Opmerkingen
- De gebruikte base in de synthese is altijd het corresponderende alkoxide van het ester (bijvoorbeeld natriumethanolaat bij ethylesters), dit om zijreacties als transesterificatie (bij gebruik van een ander alkoxide) of hydrolyse (bij gebruik van hydroxide) van het ester te voorkomen.

- Het is ook mogelijk om twee (al dan niet verschillende) alkylgroepen in te voeren, hierbij wordt gewoon na de eerste alkylering opnieuw base en een tweede equivalent halide toegevoegd.

- Als men gebruikmaakt van een geschikte dihalide is het op analoge wijze als hierboven mogelijk om een alicyclisch zuur te bekomen. Deze methode wordt weleens de Perkin alicyclische synthese genoemd, naar haar ontdekker, William Henry Perkin, Jr..[2]